# Une femme fidèle
Pour plus de détails, voir Fiche technique et Distribution.
Une femme fidèle est un film français réalisé par Roger Vadim en 1976.

## Synopsis
Printemps 1826. Le Comte Charles de Lapalmmes, 34 ans, est séduisant, brillant, cultivé, mais cynique et débauché. Après trois changements de régime consécutifs, cet aristocrate a pris du recul et ses idées, pour l'époque, passent pour scandaleuses, voire anarchisantes. Charles ne croit plus ni à la politique ni à la morale. Égoïste, sa seule préoccupation dans la vie se concentre sur son plaisir personnel. 
Mathilde Leroy est son contraire. Épouse fidèle d’un homme fortuné, dévouée à son mari, d’une morale traditionaliste, presque rigoriste, elle vit loin des réalités du monde. Décidément, ces deux êtres à l’opposé l’un de l’autre n’auraient jamais dû se rencontrer. Seulement voilà, le destin est imprévisible…

## Fiche technique
- Titre : Une femme fidèle
- Réalisateur : Roger Vadim
- Scénario et dialogues : Daniel Boulanger
- Photographie : Claude Renoir
- Cameraman : Jacques Renoir
- 1er assistant réalisateur : Denys Granier-Deferre
- Musique : Mort Shuman, Pierre Porte
- Son : Michel Desrois
- Montage : Victoria Spiri Mercanton
- Costumes : Rosine Delamare
- Coordinateur des combats et des cascades : Claude Carliez et son équipe
- Lieux de tournage : Région de Pouilly sur Loire et Paris
- Producteurs : Raymond Eger, Francis Cosne
- Directeur de production : Jean-Philippe Merand
- Sociétés de production : Les Films E.G.E, Paradox Production, Francos Films
- Format : 35mm 1/66 Eastmancolor
- Pays d'origine :  France
- Genre : drame
- Durée : 93 minutes
- Date de sortie : France : 25 août 1976

## Distribution
- Sylvia Kristel : Mathilde Leroy
- Nathalie Delon : Flora de Saint-Gilles
- Jon Finch : comte Charles de Lapalmmes
- Gisèle Casadesus : marquise de Lapalmmes
- Marie Lebée : Isabelle de Volnay
- Serge Marquand : Samson
- Jacques Berthier : M. Leroy
- Édouard Niermans : Carral
- Jean Mermet : Père Anselme
- Anne-Marie Descott : Duchesse de Volnay
- Katy Amaizo : Pauline
- Annie Braconnier : Victoire
- Jean-Pierre Hazy : le sergent
- Tom Emrod : Tanguy

## Analyse
Même si Roger Vadim ne l’a jamais présenté comme tel, son film ressemble fort à une nouvelle adaptation des Liaisons Dangereuses de Choderlos de Laclos. Roman qu’il avait déjà adapté en 1959 et qui n’avait pas été mieux accueilli par la critique que ne l’a été celui-ci. Il s’ensuivra pour Vadim une longue traversée du désert parsemée de ci de là par quelques médiocres réalisations et des téléfilms.

## Nominations
- César 1977 : Meilleure photographie pour Claude Renoir